# Huslandet (vid Utö, Korpo)
Huslandet är en ö i Finland. Den ligger i Skärgårdshavet och i kommunen Pargas i landskapet Egentliga Finland, i den sydvästra delen av landet. Ön ligger omkring 83 kilometer sydväst om Åbo och omkring 200 kilometer väster om Helsingfors.  Den ligger på ön Bokulla.
Öns area är 2,1 hektar och dess största längd är 220 meter i öst-västlig riktning.